# Thalatha kebeae
Thalatha kebeae är en fjärilsart som beskrevs av Bethune-Baker 1906. Thalatha kebeae ingår i släktet Thalatha och familjen nattflyn. Inga underarter finns listade i Catalogue of Life.